# Skeleton ai III Giochi olimpici giovanili invernali - Singolo femminile
Nello skeleton ai III Giochi olimpici giovanili invernali la gara del singolo femminile si è disputata il 19 gennaio nella località di Sankt Moritz, in Svizzera, sulla pista Olympia Bobrun St. Moritz–Celerina.
Hanno preso parte alla competizione 20 atlete rappresentanti 14 differenti nazioni. La medaglia d'oro è stata conquistata dalla russa Anastasija Cyganova, davanti alle due atlete tedesche Josefa Schellmoser, medaglia d'argento, e Sissi Schrödl, bronzo.

## Classifica di gara
| Pos. | Atleta                | Nazione       | 1ª manche | 2ª manche | Totale  | Distacco |
| ---- | --------------------- | ------------- | --------- | --------- | ------- | -------- |
|      | Anastasija Cyganova   | Russia        | 1'11"09   | 1'11"41   | 2'22"50 | —        |
|      | Josefa Schellmoser    | Germania      | 1'11"04   | 1'11"49   | 2'22"53 | +0"03    |
|      | Sissi Schrödl         | Germania      | 1'11"31   | 1'11"64   | 2'22"95 | +0"45    |
| 4    | Jill Gander           | Svizzera      | 1'12"06   | 1'11"64   | 2'23"70 | +1"20    |
| 5    | Victoria Steiner      | Austria       | 1'11"99   | 1'11"75   | 2'23"74 | +1"24    |
| 6    | Lovisa Ewald          | Svezia        | 1'12"58   | 1'11"43   | 2'24"01 | +1"51    |
| 7    | Zhao Dan              | Cina          | 1'12"27   | 1'12"06   | 2'24"33 | +1"83    |
| 8    | Polina Tjurina        | Russia        | 1'12"27   | 1'12"11   | 2'24"38 | +1"88    |
| 9    | Annia Unterscheider   | Austria       | 1'12"17   | 1'12"27   | 2'24"44 | +1"94    |
| 10   | Nele Kaschinski       | Germania      | 1'12"66   | 1'12"59   | 2'25"25 | +2"75    |
| 11   | Aline Pelckmans       | Belgio        | 1'13"05   | 1'12"94   | 2'25"99 | +3"49    |
| 12   | Hallie Clarke         | Canada        | 1'12"95   | 1'13"25   | 2'26"20 | +3"70    |
| 13   | Emma-Sunshine Burkard | Svizzera      | 1'12"87   | 1'13"45   | 2'26"32 | +3"82    |
| 14   | Annija Milune         | Belgio        | 1'13"87   | 1'13"16   | 2'27"03 | +4"53    |
| 15   | Lansia Dmytryieva     | Ucraina       | 1'13"23   | 1'13"89   | 2'27"12 | +4"62    |
| 16   | Katharina Eigenmann   | Liechtenstein | 1'14"44   | 1'14"92   | 2'29"36 | +6"86    |
| 17   | Zuzanna Klocek        | Polonia       | 1'15"23   | 1'14"48   | 2'29"71 | +7"21    |
| 18   | Paulina Ewald Grondal | Svezia        | 1'15"62   | 1'16"16   | 2'31"78 | +9"28    |
| 19   | Larissa Brito Candido | Brasile       | 1'15"85   | 1'17"46   | 2'33"31 | +10"81   |
| 20   | Lu Chia-hsin          | Taipei cinese | 1'18"49   | 1'18"73   | 2'37"22 | +14"72   |

Data: Domenica 19 gennaio 2020

Ora locale 1ª manche: 14:00

Ora locale 2ª manche: 15:15

Pista: Olympia Bobrun St. Moritz–Celerina

Legenda:
- DNS = non partita (did not start)
- DNF = prova non completata (did not finish)
- DSQ = squalificata (disqualified)
- Pos. = posizione
- in grassetto: miglior tempo di manche